# Phytomyza obscura
Phytomyza obscura är en tvåvingeart som beskrevs av Friedrich Georg Hendel 1920. Phytomyza obscura ingår i släktet Phytomyza och familjen minerarflugor. Inga underarter finns listade i Catalogue of Life.